# Озерецковская, Ольга Леонидовна
Ольга Леонидовна Озерецковская (род. 5 июля 1932, Москва) — советский и российский биохимик, специалист в области иммунитета растений, доктор биологических наук, профессор, заведующий лабораторией иммунитета растений в Институте биохимии им. А. Н. Баха РАН.

## Биография
В 1955 году окончила с отличием биолого-почвенный факультет Московского Государственного Университета имени М. В. Ломоносова (МГУ).
В 1961 году защитила кандидатскую диссертацию под руководством Б. А. Рубина в МГУ.
В 1973 году защитила докторскую диссертацию в Институте биохимии им. А. Н. Баха АН СССР Архивная копия от 25 октября 2020 на Wayback Machine на тему «Антибиотические вещества картофеля и их роль в устойчивости к Phytophthora infestans (Mont) de Bare».
В 1990 году присвоено звание профессора. С 1991 по 1997 год заведовала лабораторией иммунитета растений в Институте биохимии им. А. Н. Баха Архивная копия от 25 октября 2020 на Wayback Machine.
С 1997 по 2011 год являлась главным научным сотрудником в Институте биохимии им. А. Н. Баха Архивная копия от 25 октября 2020 на Wayback Machine, в котором проработала без перерыва более 50 лет.

## Научная деятельность
Областью научных интересов О. Л. Озерецковской являлась защита растений от болезней, в частности вызванных патогенными микроорганизмами Phythothtora Infenstans. Некоторые виды фитофтороза поражают в особенности картофель, томаты и другие растения семейства паслёновых. Главной заслугой научного коллектива под руководством О. Л. Озерецковской было исследование молекулярного механизма взаимодействия фитофторы и картофеля. Ими было установлено, что при заражении картофеля фитофторой происходит переключение производства стеринов на образование фитоалексинов. Однако фитоалексины связаны с другими молекулами, включая липиды, белки и глюканы. Исследуя их функции, О. Л. Озерецковская установила, что именно липиды участвуют в иммунной реакции растений. Более того, ей удалось выяснить, что максимальной активностью обладают полиеновые жирные кислоты, а именно арахидоновая и эйкозапентаеновая кислоты. Эти полиеновые кислоты участвуют в иммунной системе картофеля, хотя и не определяют её полностью. Предположительно их роль в фитофтороустойчивости связана с относительной или горизонтальной устойчивостью.
Под руководством О. Л. Озерецковской 22 аспиранта защитили кандидатские диссертации. Она также являлась научным консультантом двух докторских диссертаций. О. Л. Озерецковская — автор более 200 научных статей и патентов, а также 9 монографий.
Учениками О. Л. Озерецковской являются доктор биологических наук Чалова Людмила Ивановна, кандидат биологических наук Авдюшко Сергей Александрович и доктор биологических наук, проф. Васюкова Наталия Ивановна.

## Семья
Отец — Леонид Вильгельмович Бехман (1896—1956), врач.
Мать — Нина Евгеньевна Озерецковская (1900—1982), профессор, педиатр.
Муж — Константин Михайлович Климов (род. 1932 г.), доктор технических наук.
Сын — Дмитрий (род. 1965 г.), профессор университета Джорджа Мэйсона, США.

### Монографии
1. Метлицкий Л. В., Озерецковская О. Л. Как растения защищаются от болезней. М.: ЛИБРИКОМ, 2013. ISBN 978-5-397-03728-0
2. Фундаментальная фитопатология. /Ред. Ю. Т. Дьяков . М.: КРАСАНД, 2012. ISBN 978-5-396-00824-3
3. Comprehensive and Molecular Phytopathology / Yu.T. Dyakov, V.G. Dzhavakhiya, and T. Korpela (eds.). Elsevier, 2007. ISBN 978-0-444-52132-3
4. Дьяков Ю. Т., Озерецковская О. Л., Джавахия В. Г.,Багирова С. Ф. Общая молекулярная фитопатология. (учебное пособие) М.: Общество фитопаталогии, 2001. ISBN 978-5-902-04601-1
5. Induced Resistance to Disease in Plants / R. Hammerschmidt and J. Kuc (eds.) Kluwer Academic Publishers, 1995. ISBN 978-94-015-8420-3
6. Метлицкий Л. В., Озерецковская О. Л. Фитоалексины. М.: Наука, 1973.
7. Метлицкий Л. В., Озерецковская О. Л. Фитоиммунитет. М.: Наука, 1968.
8. Metlitskii L.V. and Ozeretskovskaya O.L.. Plant Immunity. Springer, 1968. ISBN 978-1-4899-7317-7

### Ститьи
1. Озерецковская О. Л., Давыдова М. А., Васюкова Н. И., Метлицкий Л. В. Гликоалкалоиды в здоровом и поврежденном клубне картофеля // Доклады Академии наук СССР. 1971. Т. 196. С. 1470.
2. Метлицкий Л. В., Озерецковская О. Л., Чалова Л. И. Фитоалексины (на примере растений семейства Solanaceae) // Успехи биологической химии. 1985. Т. 26. С. 270Валуева Т. А., Ревина Т. А.,
3. Гвоздева Е. Л., Герасимова Н. Г., Озерецковская О. Л. Роль ингибиторов протеиназ в защите картофеля // Биоорганическая химия. 2003. Т. 29. № 5. С. 499—504.
4. Васюкова Н. И., Озерецковская О. Л. Жасмонат-зависимая защитная сигнализация в тканях растений // Физиология растений. 2009. Т. 56. № 5. С. 643—653.
5. Терехова В. А., Чалова Л. И., Дьяков Ю. Т., Озерецковская О. Л. Влияние индуцирующих фитоалексины метаболитов из мицелия Phytophtora infestans (Mont.) de Bary на протопласты картофеля // Микология и фитопатология. 1980. Т. 14. № 2. С. 111—116.